# Martin Blumner

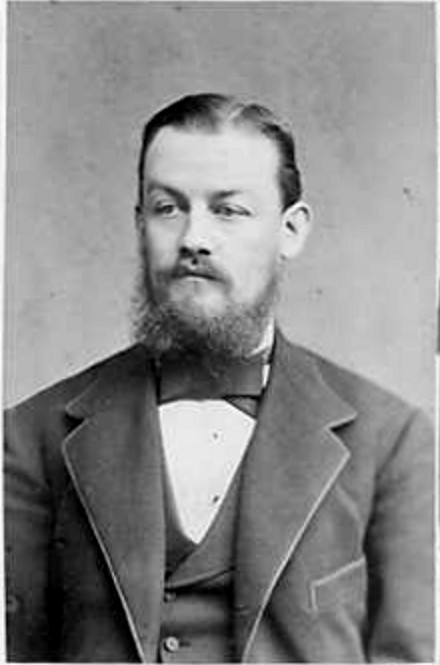
Martin Blumner

Martin Traugott Wilhelm Blumner (* 21. November 1827 in Fürstenberg/Havel; † 16. November 1901 in Berlin) war ein deutscher Komponist, Dirigent und Musiktheoretiker. Er war der ältere Bruder des Pianisten und Komponisten Sigismund Blumner (1835–1907).

## Leben
Martin Blumner wurde als Sohn des aus Dresden stammenden praktischen Arztes und Distriktsphysikus Julius Rudolph Blumner (1795–1857) in Fürstenberg/Havel (damals zu Mecklenburg-Strelitz gehörend) geboren. Er besuchte das Gymnasium Carolinum in Neustrelitz und bestand Ostern 1845 das Abitur. Bereits in früher Jugend erhielt er neben seiner Schulausbildung in Neustrelitz Musikunterricht bei Konzertmeister Johann Conrad Göpfert. Später studierte er in Berlin Theologie, Philosophie sowie Naturwissenschaften.
Erst sein Beitritt zur Sing-Akademie zu Berlin gab den entscheidenden Ausschlag, eine musikalische Laufbahn einzuschlagen. Ab 1847 begann er daher ein Studium der Komposition und des Kontrapunkts bei Siegfried Wilhelm Dehn sowie Elsler und Gustav Wilhelm Teschner im Gesang. In diese Zeit fallen erste Kompositionen. Am 8. November 1853 wurde er zum Vizedirektor der Singakademie unter der Direktion Eduard Grells ernannt. Im Jahre 1876 trat er dessen Nachfolge als Direktor der Sing-Akademie an.
Darüber hinaus bekleidete er noch weitere Ämter und Funktionen. So war er ab 1875 Mitglied der Berliner Königlichen Akademie der Künste, übernahm im Jahre 1885 den Vorsitz der musikalischen Sektion dieser Akademie, erhielt eine Professur und wurde Anfang der 1890er Jahre zum Leiter der Meisterklasse für Komposition ernannt. Im Rahmen dieser Funktion setzte er einen hohen Stellenwert auf die Pflege der Werke Johann Sebastian Bachs. Weiterhin engagierte er sich für Aufführungen der Werke Händels und Haydns. Darüber hinaus setzte er sich in seiner Funktion dafür ein, dass die Werke von Komponisten wie Friedrich Kiel, Albert Becker und Georg Vierling aufgeführt wurden, die zu den „Berliner Akademikern“ gezählt wurden.
Das kompositorische Schaffen Blumners umfasste Kantaten, Motetten, Oratorien, Kompositionen für Chöre sowie geistliche und weltliche Vokalwerke.
Anlässlich des 100-jährigen Bestehens der Sing-Akademie zu Berlin verfasste er das Buch Geschichte der Sing-Akademie zu Berlin. Eine Festgabe zur Säcularfeier am 24. Mai 1891, erschienen, Berlin, bei Horn & Raasch, 1891, 256 Seiten, im Original schöner, goldgeprägter Leinwand-Band. Mit einer Photogravure des Gründers der Sing-Akademie, Carl Friedrich Christian Fasch nach einer Radierung von Johann Gottfried Schadow.
Unter seiner Mitwirkung wurde 1900 die Neue Bachgesellschaft gegründet. Im selben Jahr trat er krankheitsbedingt vom Amt des Direktors der Singakademie zurück. Sein Nachfolger wurde der Komponist und Dirigent Georg Schumann.

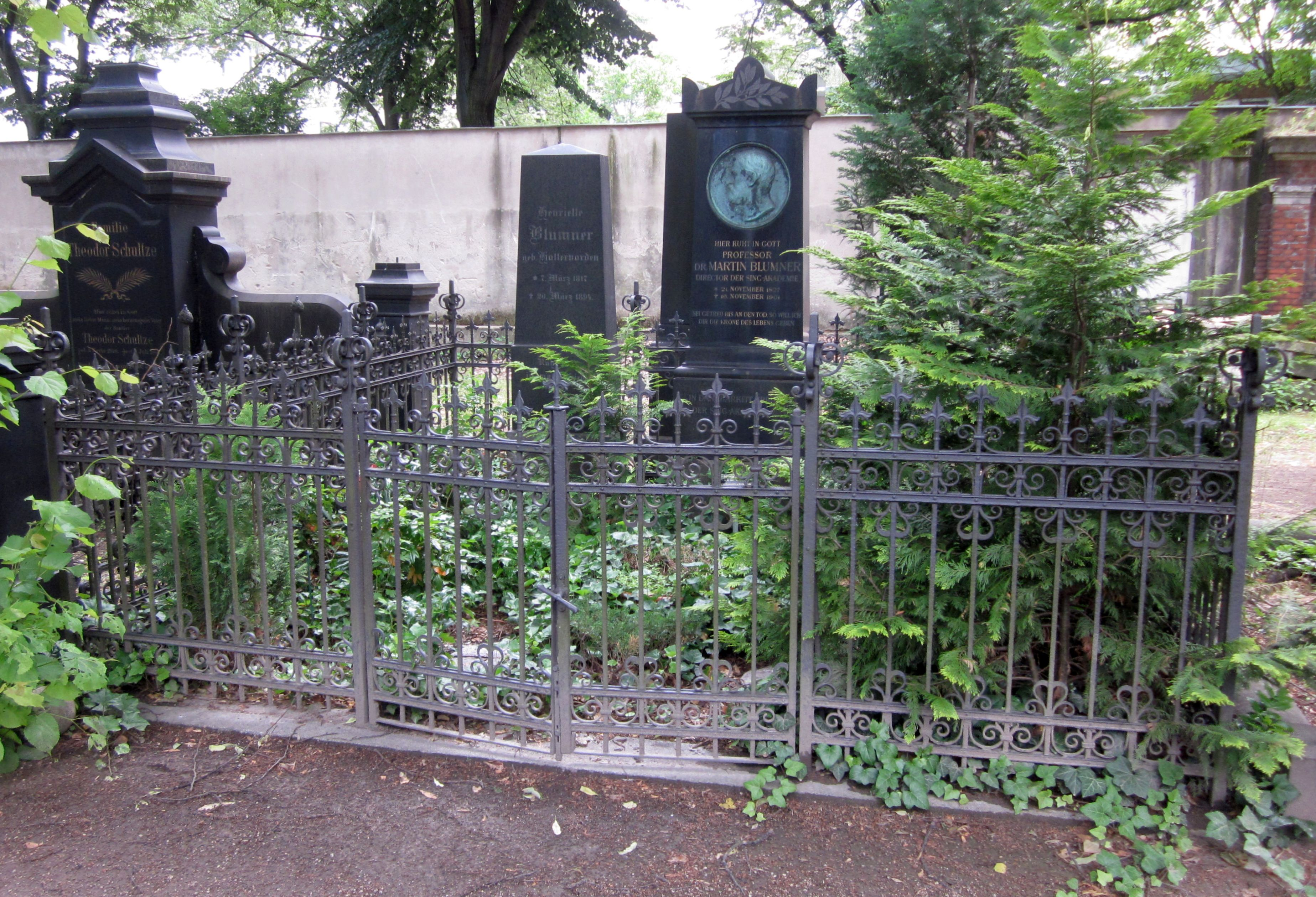
Das Grab von Martin Blumner in Berlin-Kreuzberg

Martin Blumner starb nach langer Krankheit am 16. November 1901 in Berlin, nur wenige Tage vor seinem 74. Geburtstag. Die Trauerfeier fand am 21. November im Saal der Singakademie statt. Ernst Dryander würdigte den Verstorbenen in einer Rede. Im musikalischen Rahmen der Feier kam auch ein von Blumner selbst komponierter Trauergesang zum Vortrag. Anschließend erfolgte in einem langen Trauerzug die Überführung des Sarges zum Dreifaltigkeitsfriedhof I vor dem Halleschen Tor, wo die Beisetzung stattfand. Den Segen am Grab sprach Pastor Otto Blumner aus Diesdorf bei Magdeburg, ein Bruder des Toten. In der erhaltenen Gittergrabanlage steht als Grabstein ein gesockelter Zippus aus schwarzem Granit. An der Vorderseite eingelassen ist ein bronzenes Relieftondo mit dem Porträt Blumners im Profil, ein Werk von Fritz Schaper.

## Werke (Auswahl)

### Kantaten
- Columbus (1852)
- In Zeit und Ewigkeit op. 38
- Festcantate nach Worten der Heiligen Schrift für Chor, Solostimmen, Orchester (& Orgel) op. 40 (1891). Zur Feier des Hundertjährigen Bestehens der Singakademie zu Berlin 1791–1891 Verlag Röder, Leipzig

### Motette
- Die auf der Erde wallen (1853)

### Oratorien
- Abraham op. 8 (1862), Edition Breitkopf & Härtel, Leipzig
- Der Fall Jerusalems op. 30, Edition Bote & G. Bock, Berlin & Posen

### Weitere
- Lobgesang Mariä
- Königspsalm op. 35
- Psalm 96
- Psalm 90
- Ruhe sanft

## Schriften
- Martin Blumner: Geschichte der Sing-Akademie zu Berlin. Eine Festgabe zur Säcularfeier am 24. Mai 1891. Horn & Raasch, Berlin 1891, 256 S. (Digitalisat).